# Secret Dreams and Forbidden Fire
Secret Dreams and Forbidden Fire (en español: Sueños secretos y fuego prohibido) es el sexto álbum de estudio de la cantante galesa Bonnie Tyler, publicado el 3 de mayo de 1986, por la compañía discográfica Columbia Records, Tres años en la fabricación, el álbum fue producido por Jim Steinman, quien también produjo el álbum anterior de Tyler. Siete sencillos fueron lanzados en el álbum, con «Holding Out for a Hero», originalmente lanzado dos años antes del álbum para la banda sonora de la película Footloose. El álbum cuenta con colaboraciones de artistas y compositores invitados como Desmond Child y Todd Rundgren.
Secret Dreams and Forbidden Fire recibió críticas generalmente negativas, los críticos de música criticaron la longitud de las pistas y de la producción de Steinman. El álbum fue un éxito comercial, alcanzando el número uno en las listas de álbumes de Noruega.

## Antecedentes y lanzamiento
Tyler y Steinman ya habían visto el éxito internacional con Faster Than the Speed of Night (1983) y su más exitoso sencillo «Total Eclipse of the Heart». Steinman escribió cuatro nuevas canciones para Secret Dreams and Forbidden Fire, dos de los cuales fueron lanzados como sencillos. La primera canción que se lanzaría fue «Holding Out for a Hero», lanzada en 1984 para la banda sonora de Footloose. Otra canción, «Loving You's a Dirty Job (but Somebody's Gotta Do It)», fue lanzada como sencillo en colaboración con Todd Rundgren en 1986.
Steinman contrató a un número de otros compositores para el álbum, incluyendo Desmond Child. Steinman dijo a Child que quería una canción sobre la androginia. «Quiero una canción especial. Los versos tienen que sonar como Tina Turner, la Sección B tiene que sonar como The Police, U2, o Hall & Oates, y el coro tiene que sonar como Bruce Springsteen», continuó. Child utiliza la guía verbal para escribir «If You Were a Woman (And I Was a Man)». También escribió «Lovers Again».
«Ravishing» fue escrita originalmente por Steinman como una pista instrumental de The Wrestling Album (1985), titulado «Tema de Hulk Hogan». Tyler también grabó «Under Suspicion» durante la grabación del álbum. La canción fue escrita por ella misma, su hermano Paul Hopkins y Peter Oxendale. La canción fue utilizada como el lado B de «Loving You's a Dirty Job (but Somebody's Gotta Do It)».

## Respuesta de la crítica
Secret Dreams and Forbidden Fire recibió críticas generalmente negativas de los críticos de música, con muchas de las críticas apuntando a Jim Steinman. Steven Wine criticó la longitud de las pistas, afirmando que «los padres de Bonnie Tyler sólo querrían escuchar cantar la misma canción durante seis minutos, pero tres de las ocho canciones en [el álbum] superan ese lapso». Él continuó describiendo el álbum como un «agujero grandilocuente», sólo acreditando una de las canciones escritas de Steinman, «Ravishing». Tom Ford de Toledo Blade declaró que «aunque Tyler demuestra ser capaz de hacer algunas cosas interesantes, se quedó atrás por la pesadez aburrida del material», concluyendo que «la remilgada, autoindulgencia aquí es simplemente demasiado para soportar». Paul Speelman de The Age opinó que Tyler y Steinman fueron «profundamente arraigados en una rutina», y encontró que la música es excesiva. «Hay bancos de sintetizadores, capas de percusión, artimañas electrónica espectaculares y una enorme producción: no es de extrañar que la pobre Bonnie tuviera que gritar para hacerse oír», dijo, elogiando la voz de Tyler. «El hecho de que se las arregla para salvar al menos un par de pistas da fe de su fortaleza vocal». Sostuvo que el álbum fue un caso de sobre-indulgencia, tomando nota de los ocho minutos y treinta segundos de longitud de «Rebel Without a Clue».
El álbum también recibió algunas críticas positivas. Jerry Spangler de Deseret News lo describió como «una buena colección de canciones con buena variedad musical y una gran cantidad de energía». Doug Stone de AllMusic declaró que el álbum «representa un retrato fresco de la pomposidad de los 80», pero argumentó que el álbum carece de canciones como «Faster Than the Speed of Night» y «Total Eclipse of the Heart» de su álbum anterior, Secret Dreams and Forbidden Fire se convierte en un Faster Than the Speed of Night deficiente.

## Sencillos
El primer sencillo del álbum, «Holding Out for a Hero», fue originalmente lanzado dos años antes la aparición del álbum en la banda sonora de la película Footloose (1984). Después del lanzamiento inicial de la canción, alcanzó éxito en Austria, Canadá, Alemania y Suecia, llegando al puesto número 19 en cada país, y solamente el número 96 en el Reino Unido. La canción fue relanzada en 1985 y llegó al número 1 en Irlanda y número 2 en el Reino Unido, donde fue certificada en plata por la Industria Fonográfica Británica por haber vendido más de 250 000 unidades.
En 1985, Tyler fue reclutada por Giorgio Moroder para grabar «Here She Comes» para la versión de 1984 de la película Metrópolis. A raíz de esto, «Loving You's a Dirty Job (but Somebody's Gotta Do It)», un dueto con Todd Rundgren, fue lanzado como el segundo sencillo de Secret Dreams and Forbidden Fire. La canción no podría seguir el éxito de «Holding Out for a Hero» o «Here She Comes», pero llegó el Top 40 en Suiza, Francia y Bélgica.
«If You Were a Woman (And I Was a Man)» fue lanzado como el tercer sencillo en 1986. La canción tuvo más éxito en Francia, donde alcanzó el número 6 y fue certificado de plata por el SNEP por haber vendido más de 200 000 unidades. «Band of Gold» fue lanzado como el cuarto sencillo del álbum, y la final de la lista de sencillos, alcanzó el número 81 en el Reino Unido. Los tres últimos sencillos, «No Way to Treat a Lady», «Rebel Without a Clue» y «Lovers Again» no tuvieron éxito.

## Lista de canciones
| Secret Dreams and Forbidden Fire — edición en vinilo |                                                                             |                            |          |  |
| N.º                                                  | Título                                                                      | Escritor(es)               | Duración |  |
| 1.                                                   | «Ravishing»                                                                 | Jim Steinman               | 6:20     |  |
| 2.                                                   | «If You Were a Woman (And I Was a Man)»                                     | Desmond Child              | 4:46     |  |
| 3.                                                   | «Loving You's a Dirty Job (but Somebody's Gotta Do It)» (con Todd Rundgren) | Jim Steinman               | 7:28     |  |
| 4.                                                   | «No Way to Treat a Lady»                                                    | Bryan Adams, Jim Vallance  | 4:23     |  |
| 5.                                                   | «Band of Gold»                                                              | Edyth Wayne, Ronald Dunbar | 5:40     |  |
| 6.                                                   | «Rebel Without a Clue»                                                      | Jim Steinman               | 8:30     |  |
| 7.                                                   | «Lovers Again»                                                              | Desmond Child              | 4:13     |  |
| 8.                                                   | «Holding Out for a Hero»                                                    | Jim Steinman               | 4:50     |  |

| Secret Dreams and Forbidden Fire — edición en CD |                                                                             |                                     |          |  |
| N.º                                              | Título                                                                      | Escritor(es)                        | Duración |  |
| 1.                                               | «Ravishing»                                                                 | Jim Steinman                        | 6:24     |  |
| 2.                                               | «If You Were a Woman (And I Was a Man)»                                     | Desmond Child                       | 5:15     |  |
| 3.                                               | «Loving You's a Dirty Job (but Somebody's Gotta Do It)» (con Todd Rundgren) | Jim Steinman                        | 7:47     |  |
| 4.                                               | «No Way to Treat a Lady»                                                    | Bryan Adams, Jim Vallance           | 5:17     |  |
| 5.                                               | «Band of Gold»                                                              | Edyth Wayne, Ronald Dunbar          | 5:49     |  |
| 6.                                               | «Rebel Without a Clue»                                                      | Jim Steinman                        | 8:35     |  |
| 7.                                               | «Lovers Again»                                                              | Desmond Child                       | 4:32     |  |
| 8.                                               | «Before This Night Is Through»                                              | Beppe Cantarelli, Adrienne Anderson | 5:21     |  |
| 9.                                               | «Holding Out for a Hero»                                                    | Jim Steinman                        | 5:48     |  |

| Secret Dreams and Forbidden Fire — edición de casete |                                                                             |                                     |          |  |
| N.º                                                  | Título                                                                      | Escritor(es)                        | Duración |  |
| 1.                                                   | «Ravishing»                                                                 | Jim Steinman                        | 6:24     |  |
| 2.                                                   | «If You Were a Woman (And I Was a Man)»                                     | Desmond Child                       | 5:15     |  |
| 3.                                                   | «Loving You's a Dirty Job (but Somebody's Gotta Do It)» (con Todd Rundgren) | Jim Steinman                        | 7:47     |  |
| 4.                                                   | «No Way to Treat a Lady»                                                    | Bryan Adams, Jim Vallance           | 5:17     |  |
| 5.                                                   | «Before This Night Is Through»                                              | Adrienne Anderson, Beppe Cantarelli | 5:21     |  |
| 6.                                                   | «Band of Gold»                                                              | Edyth Wayne, Ronald Dunbar          | 5:49     |  |
| 7.                                                   | «Rebel Without a Clue»                                                      | Jim Steinman                        | 8:35     |  |
| 8.                                                   | «Lovers Again»                                                              | Desmond Child                       | 4:32     |  |
| 9.                                                   | «Under Suspicion»                                                           | Paul Hopkins, Bonnie Tyler          |          |  |
| 10.                                                  | «Holding Out for a Hero»                                                    | Jim Steinman                        | 5:48     |  |

## Posicionamiento en las listas
| País                              | Mejor posición |
| --------------------------------- | -------------- |
| Austria (Ö3 Austria)              | 23             |
| Estados Unidos (Billboard 200)    | 106            |
| Canadá RPM Top Albums (RPM)       | 94             |
| Francia (SNEP)                    | 15             |
| Alemania (Offizielle Top 100)     | 24             |
| Nueva Zelanda (Recorded Music NZ) | 45             |
| Noruega (VG-lista)                | 1              |
| Suecia (Sverigetopplistan)        | 6              |
| Suiza (Schweizer Hitparade)       | 3              |
| Reino Unido (UK Albums Chart)     | 24             |

## Créditos y personal
Créditos adaptados por AllMusic:
Técnicos y producción
- Larry Alexander – mezcla
- Nelson Ayres – asistente de ingeniero
- Roy Bittan – arreglo, productor asociado
- Greg Calbi – mastering
- Rory Dodd – arreglo, arreglo vocal
- Neil Dorfsman – mezcla
- Greg Edward – mezcla
- Larry Fast – productor asociado, programador
- Ellen Foley – arreglo vocal
- John Jansen – productor asociado, consultor de masterización
- Don Ketteler – coordinación de producción
- Tom "Bones" Malone – arreglo de cuerno
- Sir Arthur Payson – mezcla
- Steve Rinkoff – ingeniero
- John Rollo – productor asociado, ingeniería
- Todd Rundgren – arreglo vocal
- John Philip Shenale – productos
- Joe Stefko – programador de batería
- Jim Steinman – arreglo, dirección, productor
- Eric Thayer – arreglo vocal
- Eric Troyer – arreglo, arreglo vocal

En instrumentos
- Roy Bittan – piano, sintetizador
- Jimmy Bralower – batería, percusión
- Michael Brecker – saxofón tenor
- Hiram Bullock – guitarra
- Steve Buslowe – guitarra baja
- Larry Fast – sintetizador
- Tom Malone – trombón
- Eddie Martinez – guitarra
- Sid McGinnis – guitarra
- Lenny Pickett – saxofón
- Jim Pugh – trombón
- Alan Rubin – trompeta
- John Philip Shenale – sintetizador
- Sterling Smith – batería, piano, sintetizador
- Lew Soloff – trumpet
- David Taylor – trombón bajo
- Max Weinberg – batería
- Art Wood – batería

Imágenes
- Bob Carlos Clarke – concepto, fotografía
- Rick Haylor – estilista
- Roslav Szaybo – diseño

Sonido
- Bonnie Tyler – voz
- Tawatha Agee – coros
- Rory Dodd – coros
- Curtis King – coros
- Cindy Mizelle – coros
- Todd Rundgren – artista invitado, coros
- Holly Sherwood – coros
- Eric Thayer – coros
- Eric Troyer – coros

Gerencia
- David Aspden – administración